# Petting
Petting (z angl. pet – mazlíček, domácí zvířátko) je mazlení, něžné laskání a hlazení. V milostném či sexuálním významu je to situace, kdy se osoba při líbání či dotycích věnuje tělu jiné osoby, zejména částem, které jsou obvykle zakryty oblečením (například břicho, hýždě, podpaží,…). Když milostná hra tyto hranice překročí a vede ke kontaktu s genitáliemi, označuje se to občas v angličtině jako heavy petting.